# Чемпіонат Люксембургу з футболу 1921—1922
Чемпіонат Люксембургу з футболу 1921—1922 — 12-й Чемпіонат Люксембургу з футболу. Змагалися 8 команд, що складали єдиний дивізіон. Змагання проводилося у два кола, команди зустрічалиися почергово вдома та на виїзді. По закінченні сезону 2 найгірші команди вилітали у другий дивізіон. Натомість дві найкращі команди другого дивізіону підвищувалися у класі.
Сезон ознаменувався також появою Кубку Люксембургу. Першим переможцем турніру став клуб другого дивізіону «Расінг», що здолав у фіналі «Женесс» з Еша.

## 8 учасників
- Спортінг Люксембург
- Женесс
- Насьональ Шифланж
- Ред Бойз Діфферданж
- Фола
- Ф91 Дюделанж
- Юніон Люксембург
- Тріколор Муленве

## Турнірна таблиця
За перемогу давали 2 очки, нічия приносила команді 1 очко, поразка - 0
| М | Клуб                | І  | В  | Н | П  | О  | МЗ | МП |
| 1 | Фола                | 14 | 10 | 2 | 2  | 22 | 48 | 24 |
| 2 | Юніон Люксембург    | 14 | 9  | 2 | 3  | 20 | 46 | 21 |
| 3 | Женесс              | 14 | 8  | 0 | 6  | 16 | 50 | 30 |
| 4 | Спортінг Люксембург | 14 | 7  | 2 | 5  | 16 | 43 | 26 |
| 5 | Ф91 Дюделанж        | 14 | 6  | 4 | 4  | 16 | 26 | 24 |
| 6 | Ред Бойз Діфферданж | 14 | 6  | 1 | 7  | 13 | 31 | 28 |
| 7 | Тріколор Муленве    | 14 | 2  | 1 | 11 | 5  | 17 | 65 |
| 8 | Насьональ Шифланж   | 14 | 1  | 2 | 11 | 4  | 10 | 53 |